# Alexander Sokolenko
Alexander Sergejewitsch Sokolenko (russisch Александр Сергеевич Соколенко; * 23. November 1996 in Petropawl, Kasachstan) ist ein kasachischer Fußballspieler, der seit 2020 beim FK Qysyl-Schar SK in der Premjer-Liga unter Vertrag steht.

## Karriere

### Verein
Alexander Sokolenko begann das Fußballspielen beim FK Qysyl-Schar SK. Dort wurde er 2015 im Kader der ersten Mannschaft aufgestellt. Sein erstes Profispiel absolvierte er am ersten Spieltag der Saison in der Begegnung mit Kaspij Aqtau, die mit einem 0:0-Unentschieden endete.
Im Juli 2017 wechselte er zum Erstligisten FK Qairat Almaty, wo er einen Drei-Jahres-Vertrag erhielt. Sein Premjer-Liga-Debüt gab Sokolenko am 20. August 2017, dem 24. Spieltag der Saison 2017 beim 3:1-Heimsieg gegen Schachtjor Qaraghandy, als er in der 73. Minute für Gerard Gohou eingewechselt wurde. In seiner Premierensaison absolvierte er sechs Ligaspiele. In der Saison 2018 kam er auf bereits 15 Einsätze. Sein erstes Tor für Almaty erzielte er in der 16. Minute beim 4:2-Sieg gegen den FK Atyrau am 26. August 2018. Sein Debüt in der Europa League gab er am 12. Juli 2017 im Spiel gegen UE Engordany, das die Mannschaft mit 0:3 für sich entscheiden konnte.

### Nationalmannschaft
Sokolenko wurde 2016 in den Kader der U-21-Mannschaft berufen. In der Qualifikation zur U-21-Europameisterschaft 2017 gab er am 11. Oktober 2016 sein Debüt für eine kasachische Auswahl bei der 0:3-Niederlage gegen Norwegen. Auch in der Qualifikation zur U-21-Europameisterschaft 2019 gehörte er zum Kader der U-21-Nationalmannschaft und absolvierte neun von zehn Spielen. In der Begegnung mit Luxemburg am 28. März 2017 konnte er einen Treffer zum 0:3-Sieg Kasachstans erzielen. Mit dem vierten Platz der Gruppe erreichte die Mannschaft das Turnier nicht.

## Erfolge
FK Qairat Almaty
- Kasachischer Pokalsieger: 2017, 2018